# (2902) Westerlund
(2902) Westerlund (1980 FN3; 1968 UF2; 1981 SB) ist ein ungefähr vier Kilometer großer Asteroid des inneren Hauptgürtels, der am 16. März 1980 vom schwedischen Astronomen Claes-Ingvar Lagerkvist am La-Silla-Observatorium auf dem La Silla in La Higuera in Chile (IAU-Code 809) entdeckt wurde.
Die Rotationsperiode wird mit 30 Stunden angegeben, jedoch basiert dieser Wert auf fragmentarischen Beobachtungen und könnte daher komplett falsch sein.

## Benennung
(2902) Westerlund wurde nach dem schwedischen Astronomen Bengt Westerlund (1921–2008) benannt. Die Benennung wurde anlässlich seiner Pensionierung als Direktor des Astronomischen Observatoriums Uppsala (IAU-Code 549) vorgenommen. Westerlund war für sein Studium der Struktur der Milchstraße und für seine Arbeit an den Magellanschen Wolken bekannt und unterstützte viele Jahre das Uppsala-Programm für Kleinplaneten und Kometen. Er führte Beobachtungen von Asteroiden mit dem Schmidt-Teleskop an der Uppsala Southern Station am Siding-Spring-Observatorium in der Nähe von Coonabarabran, New South Wales in Australien (IAU-Code 260) durch.